# Cryptocarya fusca
Cryptocarya fusca là loài thực vật có hoa trong họ Nguyệt quế. Loài này được Gillespie miêu tả khoa học đầu tiên năm 1932.